# タラッサ

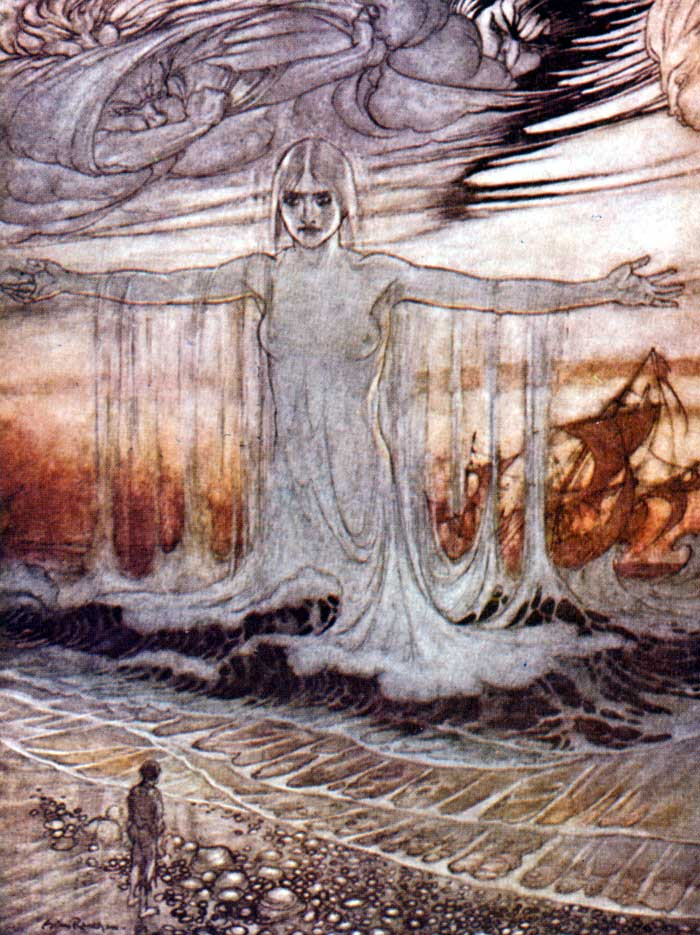
イソップ寓話「農民と海」で自らを守るタラッサ

タラッサ（古希: Θάλασσα, Thalassa）は、ギリシア神話の女神である。海を神格化した原初神で、ポントスの女性版である。地中海を擬人化したものと考える著作家もいる。アムピトリーテーやテーテュースのような海の女神と同一視されることもある。
「タラッサ」は古代ギリシア語で「海」を意味する一般名詞でもある。アッティカ方言ではタラッタ（古希: Θάλαττα, Thalatta）。
ヒュギーヌスによれば、アイテールとヘーメラーの娘であり、ポントスとの間に魚の一族を産んだ。ディオドーロスによれば、タラッサの子供にはテルキーネス一族と、その姉妹であるニュムペーのハーリアー、あるいはブリアレオースがいた。ノンノスによれば、タラッサはクロノスが切り取って海に捨てたウーラノスの生殖器のために多産であり、そこからアプロディーテーが生まれたという。
パウサニアースはコリントス、イストモスのポセイドーン神域にはタラッサの像があったと伝えている。神殿前室内にはブロンズ製のポセイドーン像2体、アンピトリーテー像と並んで、タラッサの像があった。また室内にはアテーナイのヘーローデースが奉納した諸像があり、その中の1つであるアンピトリーテーとポセイドーンの像が立つ戦車の台座には、幼いアプロディーテーを抱きかかえるタラッサの姿と、ネーレーイデスが浮彫されていた。またガレーネー（「凪」）とタラッサの像もあった。

## その他の登場する文献
- アイソーポス『寓話』(71 & 245)
- 『ホメーロス賛歌』（II デメテル, v.5）
- 『オルペウス賛歌』（XXII タラッサ）
- ノンノス『ディオニューソス譚』(XII, 43)
- オッピアーノス（英語版）『漁夫訓』(I, 74)